# Shinshokan
Shinshokan (新書館) est une maison d'édition japonaise fondée en juin 1961 publiant principalement des magazines sur les mangas. Elle est spécialisée dans la parution d'ouvrage sur la danse et le patinage artistique ainsi que dans le manga pour filles notamment au travers de ses 2 magazines phares : Dears+ et Wings.

## Magazines publiés
- Boys Jam!
- Cheri+
- Daikôkai
- Dear +
- Hirari
- Kagaya Spad
- South
- Un Poko
- Web Magazine Wings
- Wings
- Wings Zôkan - Huckleberry